# Cosmosoma joavana
Cosmosoma joavana là một loài bướm đêm thuộc phân họ Arctiinae, họ Erebidae.